# Tytyri gruva

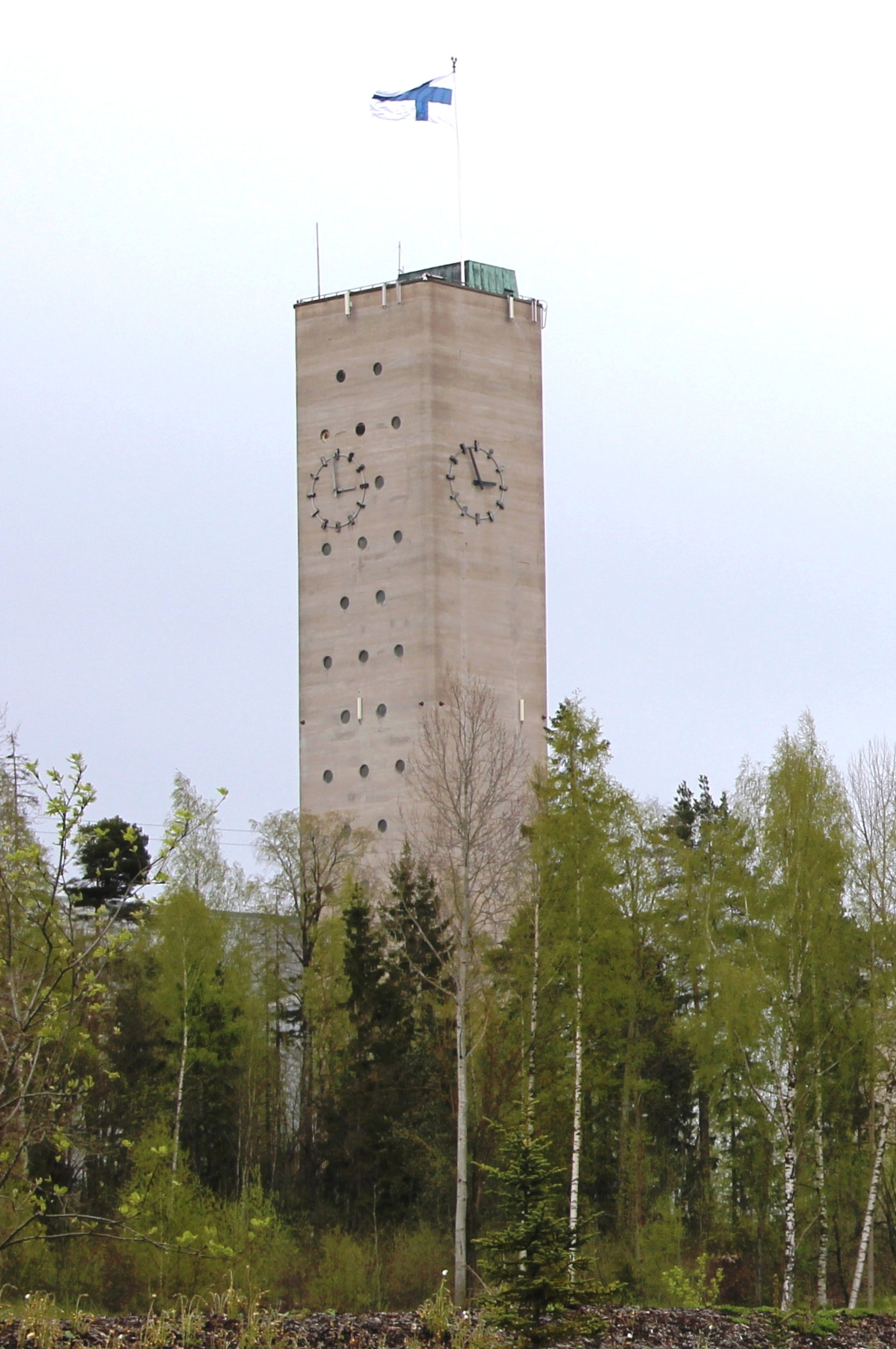
Tytyri gruvtorn i Lojo

Tytyri gruva (finska: Tytyrin kaivos) är en kalkspatsgruva i Lojo i Finland. Gruvan som ligger i stadsdelen Prästgården nära Lojo centrum ägs av Nordkalk Oyj Abp. Bredvid gruvan finns ett kalkverk som byggdes mellan år 1948 och 1951. Nordkalk köpte Lohja Oy's minerals verksamhet 1992.
Tytyri gruvas verksamhet började först i öppna gruvor i Törma och Solhem år 1897. Man började att arbeta under jorden år 1947. Då färdigställdes en stenbrytningsstation 80 meter under jorden. År 1956 avslutades verksamheten i öppna gruvor och man började att jobba helt och hållet under jorden. Tytyri gruva är Finlands tredje största kalkstensgruva. 

Tytyri-gruvan förser Lojo med grundvatten och kalkugnen producerar spillvärme till kommunens fjärrvärmenät.

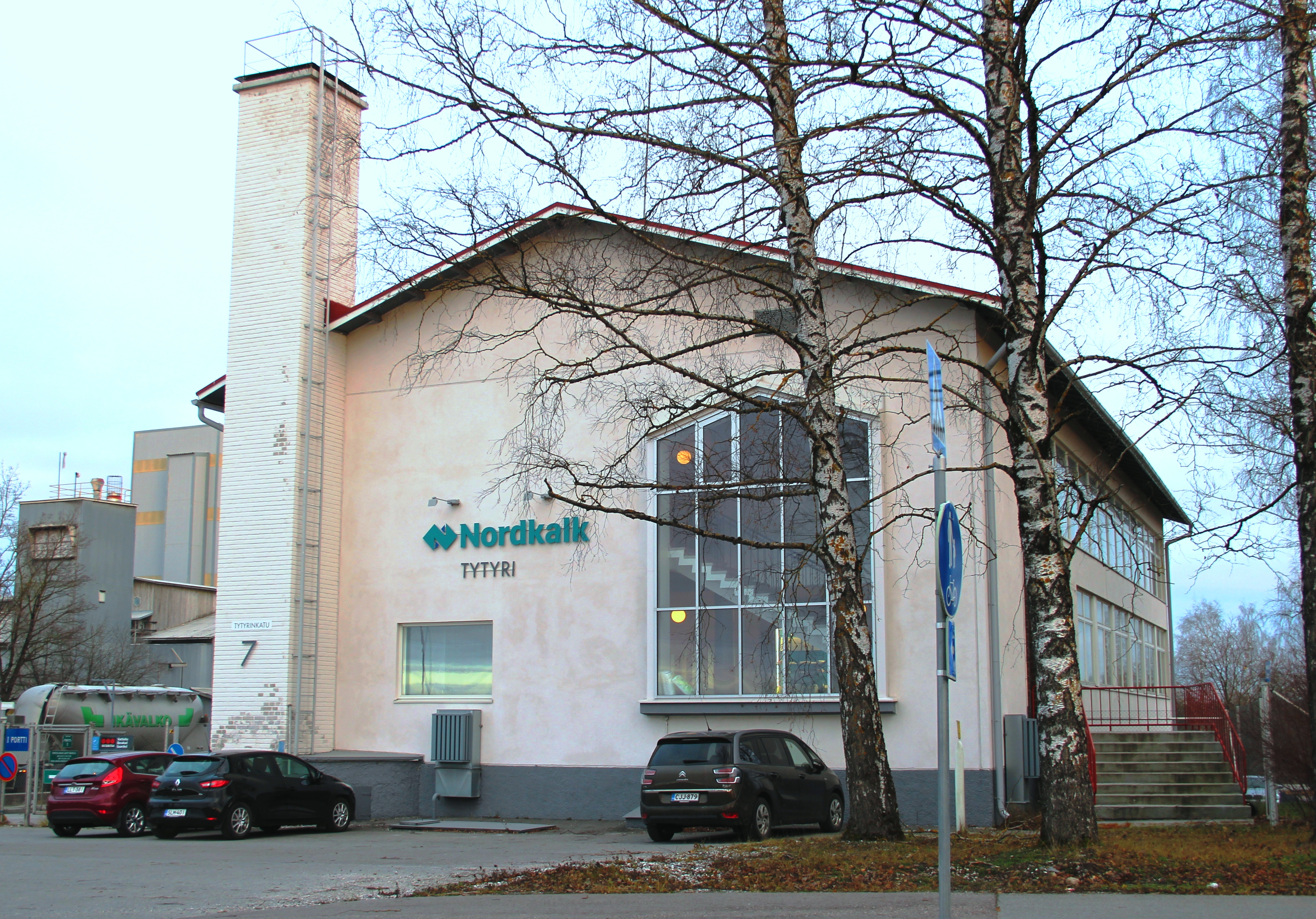
Nordkalks kontor i Tytyri
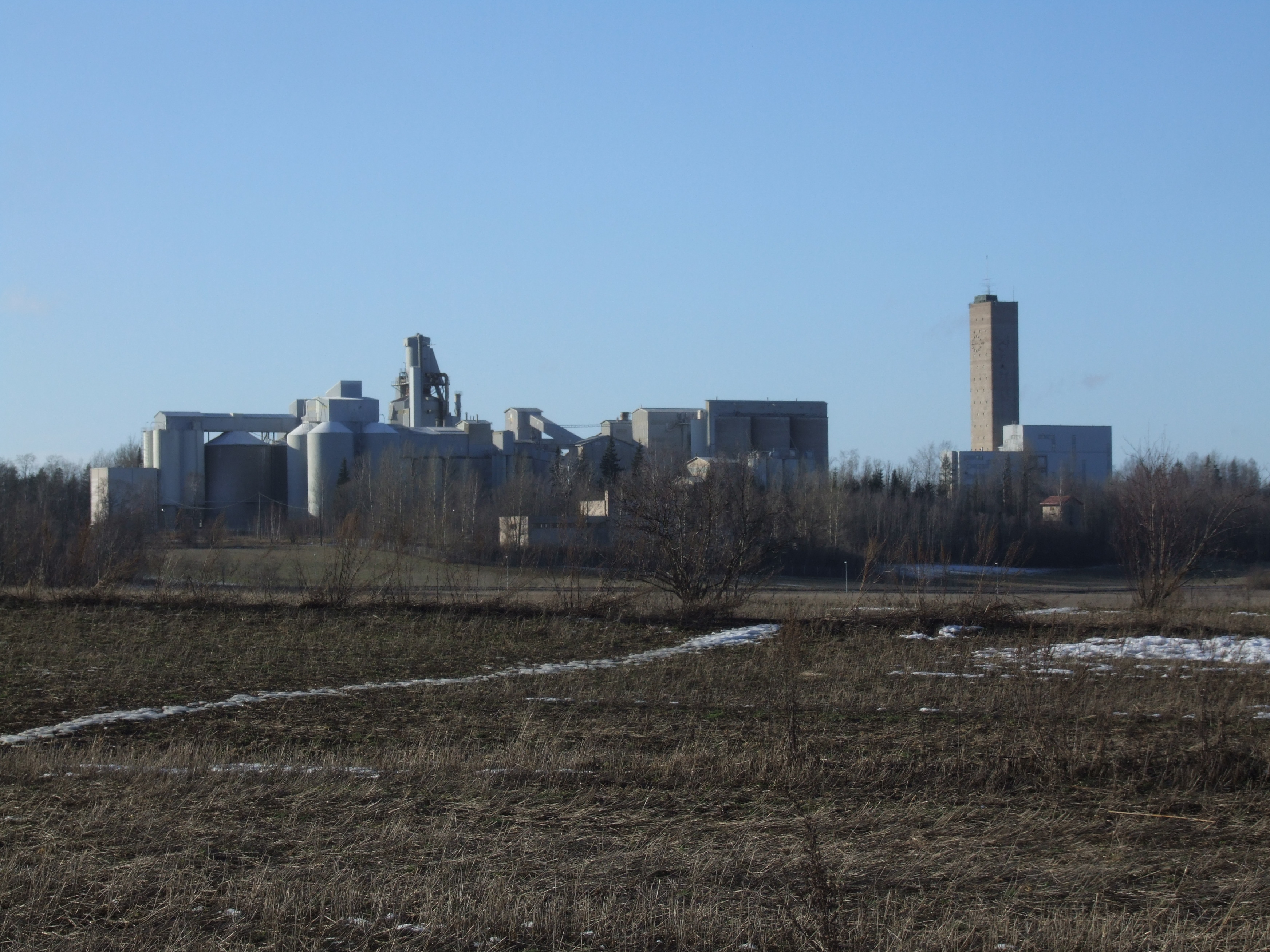
Tytyri gruva
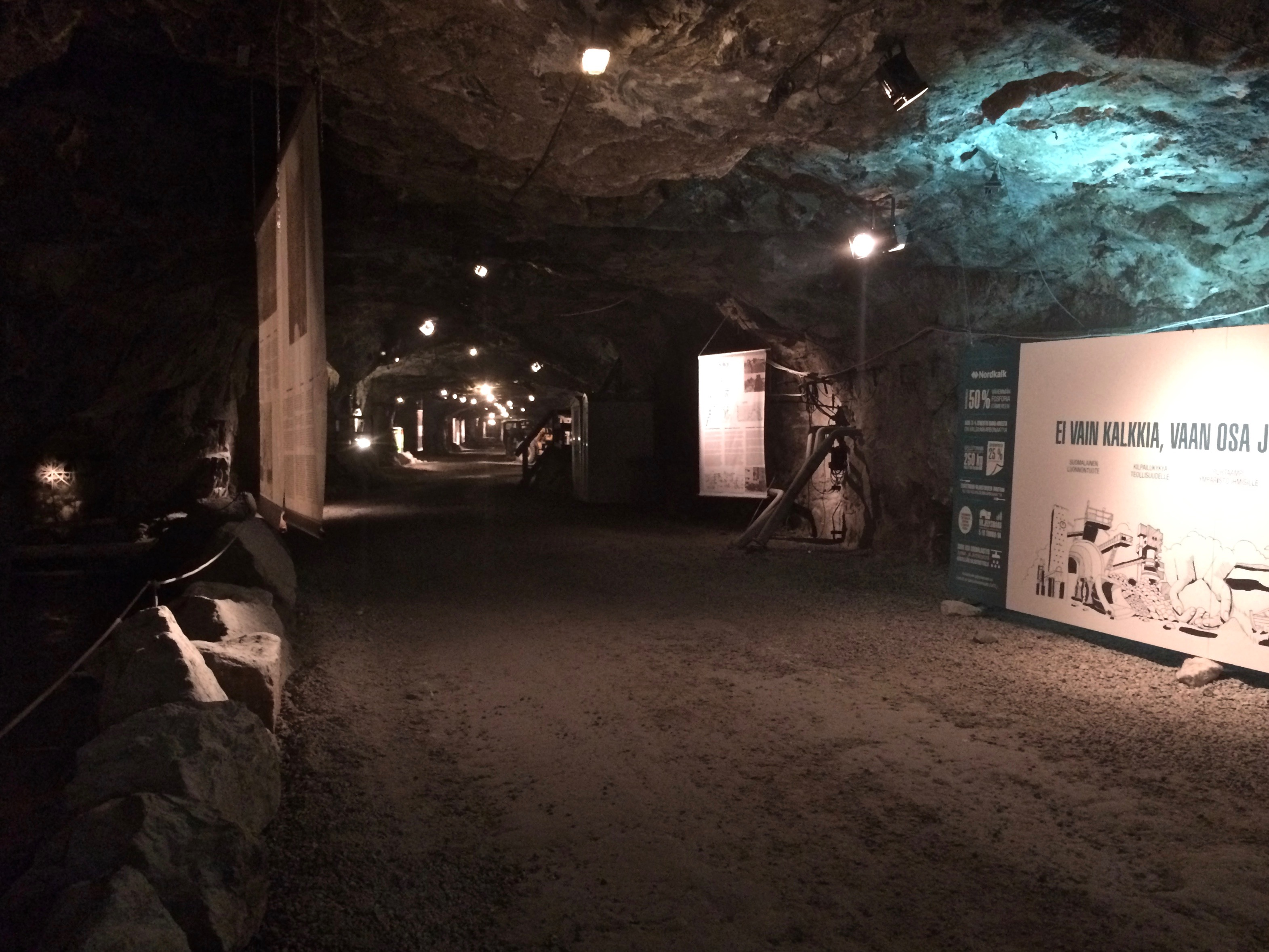
Tytyri gruvmuseum

## Tytyri upplevelsegruva
Det finns ett museum om gruvverksamheten i Tytyri gruva cirka 80 meter under Lojo stad. Man når museet med Kone-bolagets hissar.